# إلى المنارة
إلى المنارة (بالإنجليزية: To the Lighthouse) هي رواية صدرت عام 1927 بقلم فرجينيا وولف. ترتكز الرواية على آل رامزي وزياراتهم إلى جزيرة سكاي في اسكتلندا بين عامي 1910 و 1920.
تمت ترجمتها إلى اللغة العربية تحت عنوان:"إلى الفنار" من طرف المترجم إيزابيل كمال و صدرت عن الهيئة العامة لقصور الثقافة سنة 2015
اتبعت وولف نطاق الروائيين الحداثيين مثل مارسيل بروست وجيمس جويس ووسعت فيه، وتمتاز حبكة الرواية بالتأمل الفلسفي. واستشهد بها كمثال رئيسي في الأسلوب الأدبي المعروف باسم سيل الوعي، الرواية تقريبا خالية من الحوارات والأحداث؛ وهي في مجملها أفكار وملاحظات. تشير الرواية إلى عواطف الطفولة وتسلط الضوء على علاقات الكبار. من أهم مواضيع واستعارات الكتاب نجد الخسارة، والذاتية، ومشكلة الإدراك.
في عام 1998، وضعتها المكتبة الحديثة في المرتبة 15 على قائمة أفضل 100 رواية باللغة الانجليزية من القرن ال20. وفي عام 2005، اختارتها رواية مجلة تايم كإحدى من أفضل مائة رواية باللغة الإنجليزية من عام 1923 حتى الآن.

## ملخص الحبكة

### الفصل الأول: النافذة
تدور أحداث الرواية في المنزل الصيفي لعائلة رامزي في هبرديس، على جزيرة سكاي. يبدأ الفصل بتأكيد السيدة رامزي لابنها جيمس أنهما يجب أن يزورا المنارة في اليوم التالي. هذا التنبؤ ينفيه السيد رامزي، الذي يعبر عن تيقنه من أن الطقس لن يكون صافيًا، وهو رأي يفرض توترات معينة بين السيد والسيدة رامزي، وكذلك بين السيد رامزي وجيمس. يُشار إلى هذا الحدث بالذات في مناسبات مختلفة في جميع أنحاء القسم، وخاصةً في خضم علاقة السيد والسيدة رامزي.
انضم إلى السيد والسيدة رامزي وأطفالهم الثمانية في المنزل عددٌ من الأصدقاء والزملاء. أحد أولئك الأصدقاء والزملاء ليلي بريسكو، إذ تُفتتح الرواية عندما تكون ليلي رسامةً شابة وغامضة تحاول تصوير السيدة رامزي وجيمس في لوحة. تجد بريسكو نفسها تساورها الشكوك في جميع أجزاء الرواية، الشكوك التي تغذيها بنحو كبير مزاعم تشارلز تانسلي، ضيف آخر، الذي يؤكد أن المرأة لا تستطيع أن ترسم ولا تكتب. تانسلي نفسه معجب بالسيد رامزي، أستاذ في الفلسفة، وبأطروحاته الأكاديمية.
يُختتم هذا الفصل بحفل عشاء كبير. عندما يطلب أغسطس كارمايكل، الشاعر الزائر، تناول وجبة ثانية من الحساء، يكاد السيد رامزي ينفجر في وجهه. السيدة رامزي هي الأخرى يتعكر مزاجها عندما يصل بول رايلي ومينتا دويل، وهما من معارفها واللذين جمعتهما في خطوبة، متأخرين لتناول العشاء، لأن مينتا فقدت دبوس جدتها على الشاطئ.

### الفصل الثاني: الزمن يمر
يمنح الفصل الثاني شعورًا بمرور الوقت والغياب والموت. تمضي عشر سنوات، تبدأ خلالها الحرب العالمية الأولى وتنتهي. تموت السيدة رامزي، وكذلك يرقد طفلان من أطفالها؛ تفارق برو رامزي الحياة بسبب مضاعفات الولادة، ويسقط أندرو قتيلًا في الحرب. يشعر السيد رامزي بأنه مُهمل دون سماع إطراء زوجته وتخفيفها عنه في أثناء مروره بنوبات خوف وكرب حول المدة الطويلة التي يستغرقها عمله الفلسفي. يُسرد هذا الفصل من وجهة نظر عالمة بكل شيء، وأحيانًا أخرى من وجهة نظر السيدة مكناب. عملت السيدة مكناب في منزل رامزي منذ البداية، وبالتالي توفر رؤيةً جلية لكيفية تغير الأحوال في الوقت الذي لم يكن فيه المنزل الصيفي مأهولًا.

### الفصل الثالث: المنارة
في الفصل الأخير، الذي يحمل عنوان «المنارة»، يعود ما بقي من أفراد عائلة رامزي والضيوف الآخرون إلى منزلهم الصيفي بعد مرور عشر سنوات على أحداث الفصل الأول. يخطط السيد رامزي أخيرًا للذهاب في رحلة قد أُجلت طويلًا إلى المنارة مع ابنته كام(يلا) وابنه جيمس (من تبقّى من أطفال عائلة رامزي غير مذكورين تقريبًا في الفصل الأخير). لا تحدث الرحلة تقريبًا، لأن الأطفال غير مستعدين، لكنهم يباشرون بها في النهاية. في أثناء رحلتهم، يؤثر الأطفال الصمت احتجاجًا على إجبار والدهم إياهم على المجيء. ومع ذلك، يُبقي جيمس القارب الشراعي ثابتًا، وبدلًا من تلقي الكلمات القاسية التي توقع سماعها من والده، يسمع المديح، ما يسمح بعيش لحظة نادرة من التعاطف بين الأب والابن؛ يتبدل موقف كام تجاه والدها أيضًا، من الاستياء إلى الإعجاب في النهاية.
يرافقهم البحار ماكاليستر وابنه، الذي يصطاد السمك في أثناء الرحلة. يقطع الابن قطعةً من لحم سمكة كان قد اصطادها لاستخدامها طعمًا، ويرمي السمكة المصابة مرة أخرى في البحر.
بينما يبحرون إلى المنارة، تحاول ليلي أخيرًا أن تكمل اللوحة التي كانت قد رسمتها في ذهنها منذ بداية الرواية. تعيد النظر في ذاكرتها حول السيدة والسيد رامزي، لتوازنها مع العديد من الانطباعات التي أخذتها منذ عشر سنوات في محاولة منها للوصول إلى حقيقة موضوعية عن السيدة رامزي والحياة نفسها. عند الانتهاء من رسم اللوحة (تمامًا عند وصول فرقة الإبحار إلى المنارة) وتيقّنها من أن اللوحة ترضيها، تدرك أن تنفيذ رؤيتها أهم بالنسبة إليها من فكرة ترك نوع ما من الإرث في عملها.